# Tramline
Tramline byla britská blues-rocková skupina. V této skupině začínal budoucí člen Juicy Lucy a Whitesnake Micky Moody a budoucí spolupracovník Grahama Bonneta Terry Popple.

## Diskografie
- Somewhere Down The Line (LP, 1968)
- Moves Of Vegetable Centuries (LP, 1969)